# Krag-filmen
|  | Denne artikel er oprettet af botten PalnaBot ud fra en ekstern database. Den kan derfor have sproglige fejl eller mangler. Denne skabelon kan fjernes efter kontrol af indholdet. |

Krag-filmen er en film instrueret af Jørgen Leth, Ole John.

## Handling
Kollektivfilm. En collage af super 8-optagelser af Jens Otto Krag med skæve og utraditionelle vinkler, hurtige panoreringer etc. Filmen leger på denne måde med begrebet portræt. Ledsaget af en lydcollage med interviewbidder, der gentages, og forskellige stykker musik. (fra Anders Leifers bog "Også i dag oplevede jeg noget ... Samtaler med Jørgen Leth", 1999).